# Bronisław Fidelus
Bronisław Stanisław Fidelus (ur. 17 kwietnia 1939 w Wadowicach) – polski duchowny rzymskokatolicki, infułat archidiecezji krakowskiej, wikariusz generalny arcybiskupa krakowskiego w latach 2011–2016, archiprezbiter bazyliki Mariackiej w latach 1995–2011.

## Życiorys
Urodzony w Wadowicach, wychowywał się w Zembrzycach, gdzie uczęszczał do szkoły podstawowej. W 1956 roku zdał maturę w Liceum Ogólnokształcącym w Suchej Beskidzkiej. Po ukończeniu Papieskiego Wydziału Teologicznego w Krakowie otrzymał święcenia kapłańskie w 1962, następnie był wikariuszem w Brzeszczach. Proboszcz (1995–2011) i archiprezbiter bazyliki Mariackiej w Krakowie, od 1995 protonotariusz apostolski. Jako archiprezbiter posiadał przywilej pastorału. W 2011 został mianowany wikariuszem generalnym arcybiskupa krakowskiego. Przewodniczący Rady ds. Ekonomicznych Archidiecezji Krakowskiej, Archidiecezjalnej Komisji ds. Regulacji Granic Parafii i Budownictwa Sakralnego oraz Archidiecezjalnej Komisji ds. Konserwacji Zabytków Kościelnych, Architektury i Sztuki Sakralnej.
Członek Społecznego Komitetu Odnowy Zabytków Krakowa (SKOZK). Kapelan klubu piłkarskiego Wisła Kraków.
W 2011 został odznaczony przez Prezydenta Krakowa Odznaką „Honoris Gratia”.